# Daisy Goodwin
Pour les articles homonymes, voir Goodwin.
Daisy Georgia Goodwin, née le 19 décembre 1961, est une écrivaine, scénariste et productrice de télévision britannique. Elle est la créatrice de la série Victoria. Elle a écrit 4 romans : My Last Duchess, The American Heiress, The Fortune Hunter et Victoria.

## Biographie
Elle est la fille du producteur de cinéma Richard B Goodwin (en) et de la décoratrice d'intérieur Jocaste Innes. Son demi-frère est l'écrivain Jason Goodwin, que son père a adopté.

## Carrière
Elle a étudié l'histoire à Trinity College (Cambridge) avant de se rejoindre la BBC en tant que stagiaire en 1985. En 1998, elle travaille pour Talkback Productions.
Son premier roman, My Last Duchess, est publié au Royaume-Uni en août 2010 et, sous le titre de The American Heiress, aux États-Unis et au Canada en juin 2011. Elle a également publié huit anthologies de poésie et un mémoire intitulé Silver River. 
Elle a présenté des émissions de télévision telles : Essential Poems (To Fall In Love With) (2003) et Reader, I Married Him (2006).
En 2016, elle publie le roman Victoria et est la créatrice/scénariste de la série TV Victoria diffusée au Royaume-Uni sur ITV.

## Vie personnelle
Elle est mariée à Marcus Wilford, un exécuteur TV chez ABC. Ils ont deux filles.

## Filmographie
Sauf mention contraire, les sources viennent de la page « Daisy Goodwin » (présentation), sur l'Internet Movie Database.

### En tant que productrice

#### Séries télévisées
- 1986 : Take Two assistante de production sur 10 épisodes
- 1986 : Saturday Review assistante de production sur 4 épisodes
- 1993-1995 : Bookmark 2 épisodes
- 1996 : Home Front 1 épisode
- 2002 : Escape to the Country
- 2002 : Jamie's Kitchen 5 épisodes
- 2002 : Other People's Houses
- 2003 : How Clean Is Your House?
- 2003 : Your Money or Your Life 12 épisodes
- 2003 : Apply Immediately série documentaire
- 2004 : Honey I Ruined the House série documentaire
- 2004 : Property Dreams
- 2004 : The Sex Inspectors
- 2005 : The Apprentice
- 2006 : Respectable 1 épisode
- 2006-2009 : Pulling 13 épisodes
- 2008 : The Supersizers Go... 1 épisode
- 2008 : How TV Changed Britain 4 épisodes
- 2008 : The Price of Property série documentaire
- 2008 : Twiggy's Frock Exchange
- 2008 : Natural Born Sellers 1 épisode
- 2009 : Ma médecine se jardine série documentaire
- 2009 : Off by Heart série documentaire
- 2009 : I'm Running Sainsbury's série documentaire - 4 épisodes
- 2010 : One Night in Emergency
- 2010 : Giles and Sue Live The Good Life
- 2010 : Little Crackers 1 épisode
- 2011 : If Walls Could Talk : The History of the Home série documentaire
- 2012 : A Question of Taste
- 2012 : What Makes a Masterpieces série documentaire
- 2012 : The Town That Never Retired série documentaire
- 2016-2019 : Victoria 25 épisodes

#### Documentaires
- 1989 : Raymond Carver: Dreams Are What You Wake Up From
- 2003 : Return to Jami's Kitchen
- 2007 : The Million Pound Footballers' Giveaway

### En tant qu'actrice

#### Documentaires
- 1979 : Public School : Elle-même
- 2005 : House Doctor: Up Close and Personal : Présentatrice
- 2005 : Forty Years of Fuck : Elle-même

#### Téléfilms
- 2004 : Essential Poems for Christmas
- 2019 : Prince Albert: A Victorian Hero Revealed : Elle-même

#### Séries télévisées
- 2006 : Never Mind the Full Stops (épisode 9, saison 1) : Elle-même
- 2006 : Reader, I Married Him série documentaire - 3 épisodes : Présentatrice
- 2006-2007 : Breakfast 2 épisodes : Elle-même
- 2007 : British Film Forever 2 épisodes : Elle-même
- 2007-2008 : The Book Quiz : Elle-même 4 épisodes
- 2008 : How TV Changed Britain 2 épisodes : Elle-même
- 2011 : The Book Show 1 épisode : Elle-même
- 2011 : The TV Book Club 1 épisode : Elle-même
- 2011 : Late Review 2 épisodes : Elle-même
- 2011 : Christmas University Challenge 3 épisodes : Elle-même
- 2012 : Celebrity Juice 1 épisode : Elle-même
- 2012 : Only Connect : Goldfingers
- 2016 : Victoria 1 épisode
- 2017 : WEDU Arts Plus : Elle-même
- 2017-2019 : This Morning 2 épisodes : Elle-même
- 2020 : Masterpiece: 50 Fabulous Years! : Elle-même

## Crédit d'auteurs
- (en) Cet article est partiellement ou en totalité issu de l’article de Wikipédia en anglais intitulé « Daisy Goodwin » (voir la liste des auteurs).